# Isole Marshall ai Giochi della XXXI Olimpiade
Le Isole Marshall hanno partecipato ai Giochi della XXXI Olimpiade, che si sono svolti a Rio de Janeiro, Brasile, dal 5 al 21 agosto 2016 con 5 atleti che hanno partecipato alle competizioni di atletica leggera, nuoto e sollevamento pesi. La portabandiera è stata la sollevatrice Mathlynn Sasser, unica atleta ad aver partecipato anche a Londra 2012.

## Delegazione
| Sport             | Uomini | Donne | Totale |
| ----------------- | ------ | ----- | ------ |
| Atletica leggera  | 1      | 1     | 2      |
| Nuoto             | 1      | 1     | 2      |
| Sollevamento pesi | -      | 1     | 1      |
| Totale            | 2      | 3     | 5      |

## Risultati

### Atletica leggera
| Q | Qualificato al turno successivo per la posizione in qualificazione                                                           |
| q | Qualificato per il turno successivo per ripescaggio o, negli eventi su campo, conquistando la misura minima per qualificarsi |

Maschile
Eventi su pista e strada
| Atleta         | Evento         | Batteria  | Batteria  | Semifinale      | Semifinale      | Finale          | Finale          |
| Atleta         | Evento         | Risultato | Posizione | Risultato       | Posizione       | Risultato       | Posizione       |
| -------------- | -------------- | --------- | --------- | --------------- | --------------- | --------------- | --------------- |
| Richson Simeon | 100 m maschili | 11"81     | 8º        | non qualificato | non qualificato | non qualificato | non qualificato |

Femminile
Eventi su pista e strada
| Atleta        | Evento          | Batteria  | Batteria  | Semifinale      | Semifinale      | Finale          | Finale          |
| Atleta        | Evento          | Risultato | Posizione | Risultato       | Posizione       | Risultato       | Posizione       |
| ------------- | --------------- | --------- | --------- | --------------- | --------------- | --------------- | --------------- |
| Mariana Cress | 100 m femminili | 13"20     | 6ª        | non qualificata | non qualificata | non qualificata | non qualificata |

### Nuoto
Maschile
| Atleta         | Evento            | Batterie | Batterie  | Semifinali      | Semifinali      | Finale          | Finale          |
| Atleta         | Evento            | Tempo    | Posizione | Tempo           | Posizione       | Tempo           | Posizione       |
| -------------- | ----------------- | -------- | --------- | --------------- | --------------- | --------------- | --------------- |
| Giordan Harris | 50 m stile libero | 25"81    | 63º       | non qualificato | non qualificato | non qualificato | non qualificato |

Femminile
| Atleta           | Evento            | Batterie | Batterie  | Semifinali      | Semifinali      | Finale          | Finale          |
| Atleta           | Evento            | Tempo    | Posizione | Tempo           | Posizione       | Tempo           | Posizione       |
| ---------------- | ----------------- | -------- | --------- | --------------- | --------------- | --------------- | --------------- |
| Colleen Furgeson | 50 m stile libero | 28"16    | 58ª       | non qualificata | non qualificata | non qualificata | non qualificata |

### Sollevamento pesi
Femminile
| Atleta          | Evento | Strappo   | Strappo    | Slancio   | Slancio    | Totale | Classifica |
| Atleta          | Evento | Risultato | Classifica | Risultato | Classifica | Totale | Classifica |
| --------------- | ------ | --------- | ---------- | --------- | ---------- | ------ | ---------- |
| Mathlynn Sasser | -58 kg | 87 kg     | 11ª        | 112 kg    | 10ª        | 119 kg | 11ª        |